# Endoscopia capsulare

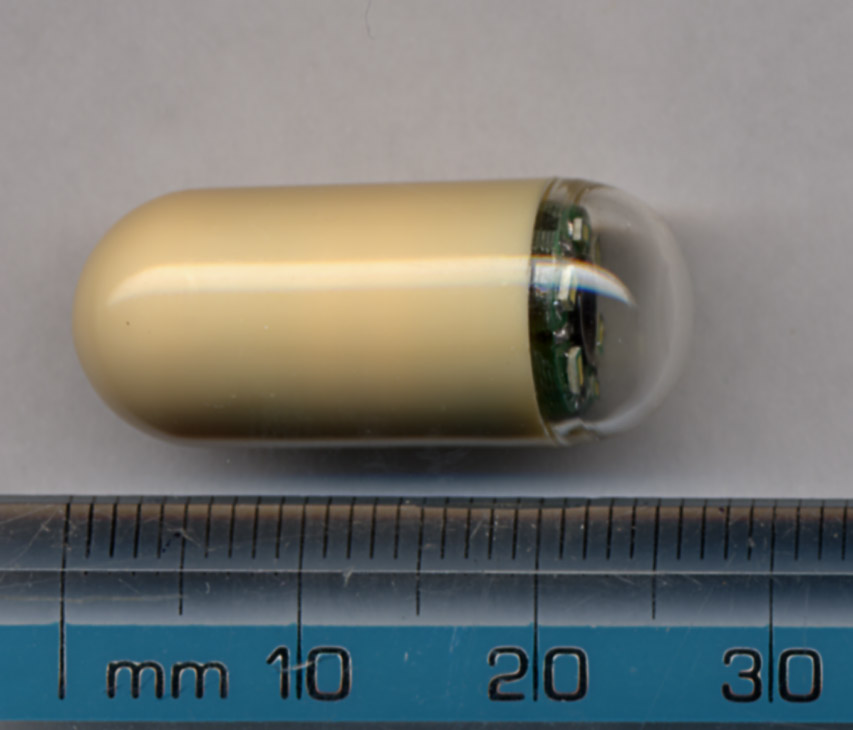
Forma e grandezza della capsula

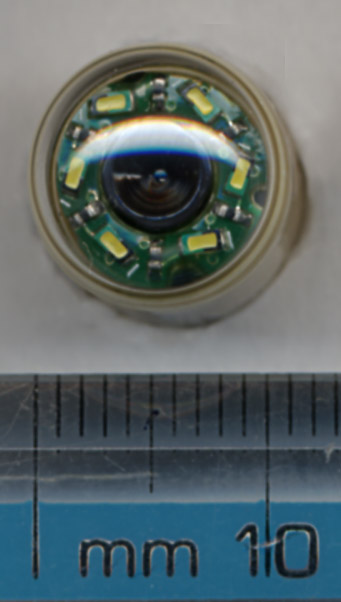
Capsula endoscopia con sei LED e la lente ottica

La  videocapsula endoscopica  è un esame diagnostico non invasivo di recente introduzione nel campo medico. Inizialmente creata per lo studio dell'intestino tenue, più recentemente esiste anche la videocapsula per il colon.
L'intestino tenue non è facilmente studiabile con l'endoscopia convenzionale (enteroscopia), ed al suo interno possono svilupparsi varie patologie che possono essere causa di sanguinamenti oscuri occulti determinanti anemie croniche.
La videocapsula rappresenta una innovazione che a tutt'oggi non sostituisce comunque né la colonscopia né la gastroscopia diagnostica. Le sue dimensioni sono di poco più grandi di una compressa di antibiotico. A volte l'esame può non essere completamente diagnostico per l'autonomia delle batterie a causa di un maggiore tempo di permanenza nell'intestino legato ai movimenti di peristalsi, o alla scarsa toilette intestinale.
L'esame con la videocapsula endoscopica è praticato in numerosi ospedali italiani.

## Storia
Sviluppata inizialmente dalla società "Given Imaging" (Yoqneam, Israele) venne successivamente approvata sia in Europa dalla "Medicines Agency" e anche negli USA dalla "Food and Drug Administration" nel 2001.
Già nel 2011 erano disponibili in commercio 4 modelli di videocapsula di produttori diversi.

## Indicazioni
Viene utilizzata per comprendere la natura delle patologie a carico dell'intestino tenue, quando la gastroscopia e la colonscopia hanno dato risultato negativo, soprattutto in caso di sanguinamenti a livello gastrointestinale. 
Può essere utilizzata anche nel caso di:
- ipertensione portale,[8]
- porpora di Schönlein-Henoch,[9]
- malattia celiaca,[10][11][12][13][14][15]
- malattia di Crohn,[16][17][18]
- sanguinamento gastrointestinale cronico,[19][20][21][22][23][24][25][26][27]
- anemia e carenza di ferro inspiegabile,[28][29]
- sospetto di tumore dell'intestino tenue,[30][31]
- sospetto di danni alla mucosa dell'intestino tenue dovuta a FANS[23][32][33][34][35][36] o radioterapia,[37][38][39][40][41][42]
- sospetto di poliposi gastrointestinale.[30][31]

L'alto costo non lo rende l'esame di prima scelta per le patologie sopra indicate.

## Controindicazioni
Le controindicazioni dell'esame sono:
- restringimento e/o ostruzione del tratto gastrointestinale,
- disfagia,
- disturbi della motilità gastrointestinale,
- fistola intestinale,
- numerose e/o grandi diverticoli dell'apparato digerente,
- chirurgia addominale,
- gravidanza,
- presenza di pacemaker.

## Procedimento

### Preparazione
La persona deve rimanere a digiuno per almeno 12 ore prima dell'esame, prima che esso inizi alla persona vengono applicate 8 "antenne" all'altezza degli addominali.

### Esecuzione
Una piccola capsula viene ingerita bevendo dell'acqua, al suo interno grazie alla microscopica telecamera-trasmittente montata sopra vengono trasmesse le immagini al computer con tutto il percorso eseguito, che riguardano il tratto gastrointestinale, evidenziando possibili anomalie. Al termine del procedimento la capsula rimane all'interno della persona. Una volta espulsa attraverso le feci è ancora utilizzabile. La capsula inoltre contiene una batteria e una piccola luce. La durata totale dell'endoscopia capsulare è di circa 8 ore, ma durante tale tempistica la persona può normalmente esercitare le sue attività. La persona potrà bere dopo 2 ore e nutrirsi solo quando sono trascorse 4 ore dall'ingestione della capsula.

## La capsula
La capsula misura 11 mm × 26 mm e pesa 3,7 grammi mentre mostra un'immagine sul monitor a 140°.
Aziende israeliane hanno brevettato e stanno per commercializzare nel 2010 una capsula con una campo di ripresa a 360° e una regolazione dinamica dei fotogrammi al secondo, a seconda della velocità in cui si trova a muoversi nel tratto intestinale (influenzata ad esempio dalla caduta, o dai movimenti dell digestione). Con queste innovazioni tecnologiche l'endoscopia capsulare può diventare un'alternativa alla colonscopia, utile per la diagnosi dei tumori del colon..
La Scuola Sant'Anna di Pisa ha realizzato in collaborazione con l'Imc-Kist, un istituto pubblico del Sud Corea, una videocapsula attiva teleguidata, dotata di memoria flash e telecamera retroilluminata per trasmettere immagini HD 3D dell'esofago, tratto digerente e intestinale. 
Il progetto è parte di un programma che ha l'obiettivo di realizzare minirobot in grado anche di trasportare e somministrare farmaci ad azione locale, asportare tumori e tessuti da analizzare.